# Élections législatives de 1936 dans la Haute-Vienne
Les élections législatives françaises de 1936 ont lieu les 26 avril et 3 mai.

## Élus
| Député élu        | Groupe politique | Groupe politique |
| ----------------- | ---------------- | ---------------- |
| Georges Tessier   |                  | SFIO             |
| Sabinus Valière   |                  | SFIO             |
| Marcel Vardelle   |                  | SFIO             |
| Léon Roche        |                  | SFIO             |
| Gabriel Debrégéas |                  | SFIO             |

## Résultats à l'échelle du département
| Partis         | Partis                                           | Premier tour | Premier tour | Deuxième tour | Deuxième tour | Sièges |
| Partis         | Partis                                           | Voix         | %            | Voix          | %             | Sièges |
| -------------- | ------------------------------------------------ | ------------ | ------------ | ------------- | ------------- | ------ |
|                | Section française de l'Internationale ouvrière   | 43 293       | 46,94        | 49 364        | 63,27         | 5      |
|                | Parti communiste-SFIC                            | 15 793       | 17,12        | 224           | 0,29          | 0      |
|                | Républicains de gauche                           | 14 776       | 16,02        | 14 536        | 18,63         | 0      |
|                | Radicaux indépendants                            | 8 477        | 9,19         | 8 905         | 11,41         | 0      |
|                | Socialistes indépendants                         | 7 225        | 7,83         | 4 823         | 6,18          | 0      |
|                | Parti républicain, radical et radical-socialiste | 1 646        | 1,78         |               |               | 0      |
|                | Divers                                           | 529          | 0,57         | 169           | 0,22          | 0      |
|                | Fédération républicaine                          | 492          | 0,53         |               |               | 0      |
|                |                                                  |              |              |               |               |        |
| Inscrits       | Inscrits                                         | 109 873      | 100,00       | 95 438        | 100,00        | 5      |
| Votants        | Votants                                          | 93 620       | 85,21        | 78 992        | 82,77         |        |
| Abstentions    | Abstentions                                      | 16 253       | 14,79        | 16 446        | 17,23         |        |
| Blancs et nuls | Blancs et nuls                                   | 1 389        | 1,48         | 971           | 1,23          |        |
| Exprimés       | Exprimés                                         | 92 231       | 98,52        | 78 021        | 98,77         |        |

## Résultats par arrondissement

### Arrondissement de Bellac
| Candidats      | Candidats       | Étiquette        | Premier tour | Premier tour | Deuxième tour | Deuxième tour |
| Candidats      | Candidats       | Étiquette        | Voix         | %            | Voix          | %             |
| -------------- | --------------- | ---------------- | ------------ | ------------ | ------------- | ------------- |
|                | André Bardon    | Rad. Indé.       | 8 477        | 47,60        | 8 905         | 48,94         |
|                | Georges Tessier | SFIO             | 8 223        | 46,17        | 9 271         | 50,95         |
|                | Citerne         | PC-SFIC          | 914          | 5,13         | 11            | 0,06          |
|                | Fiault          | Socialiste indé. | 196          | 1,10         | 8             | 0,04          |
|                |                 |                  |              |              |               |               |
| Inscrits       | Inscrits        | Inscrits         | 20 434       | 100,00       | 20 433        | 100,00        |
| Votants        | Votants         | Votants          | 18 007       | 88,12        | 18 347        | 89,79         |
| Abstention     | Abstention      | Abstention       | 2 427        | 11,88        | 2 086         | 10,21         |
| Blancs et nuls | Blancs et nuls  | Blancs et nuls   | 197          | 1,09         | 152           | 0,83          |
| Exprimés       | Exprimés        | Exprimés         | 17 810       | 98,91        | 18 195        | 99,17         |

### Arrondissement de Limoges

#### 1recirconscription
| Candidats      | Candidats       | Étiquette      | Premier tour | Premier tour | Deuxième tour | Deuxième tour |
| Candidats      | Candidats       | Étiquette      | Voix         | %            | Voix          | %             |
| -------------- | --------------- | -------------- | ------------ | ------------ | ------------- | ------------- |
|                | Sabinus Valière | SFIO           | 15 186       | 49,03        | 18 846        | 62,53         |
|                | Charrière       | Rép. de gauche | 11 785       | 38,05        | 11 139        | 36,96         |
|                | Roche           | PC-SFIC        | 3 959        | 12,78        | 27            | 0,09          |
|                |                 | Divers         | 45           | 0,15         | 126           | 0,42          |
|                |                 |                |              |              |               |               |
| Inscrits       | Inscrits        | Inscrits       | 36 740       | 100,00       | 36 749        | 100,00        |
| Votants        | Votants         | Votants        | 31 349       | 85,33        | 30 393        | 82,70         |
| Abstention     | Abstention      | Abstention     | 5 391        | 14,67        | 6 356         | 17,30         |
| Blancs et nuls | Blancs et nuls  | Blancs et nuls | 374          | 1,19         | 255           | 0,84          |
| Exprimés       | Exprimés        | Exprimés       | 30 975       | 98,81        | 30 138        | 99,16         |

#### 2ecirconscription
| Candidats      | Candidats       | Étiquette        | Premier tour | Premier tour | Deuxième tour | Deuxième tour |
| Candidats      | Candidats       | Étiquette        | Voix         | %            | Voix          | %             |
| -------------- | --------------- | ---------------- | ------------ | ------------ | ------------- | ------------- |
|                | Marcel Vardelle | SFIO             | 8 033        | 42,92        | 12 603        | 71,88         |
|                | Lenoble         | PC-SFIC          | 6 503        | 34,74        | 115           | 0,66          |
|                | Souchère        | Socialiste indé. | 4 182        | 22,34        | 4 815         | 27,46         |
|                |                 |                  |              |              |               |               |
| Inscrits       | Inscrits        | Inscrits         | 22 738       | 100,00       | 22 838        | 100,00        |
| Votants        | Votants         | Votants          | 19 081       | 51,94        | 17 877        | 48,65         |
| Abstention     | Abstention      | Abstention       | 3 657        | 9,95         | 4 961         | 13,50         |
| Blancs et nuls | Blancs et nuls  | Blancs et nuls   | 363          | 1,90         | 324           | 1,81          |
| Exprimés       | Exprimés        | Exprimés         | 18 718       | 98,10        | 17 533        | 98,08         |

### Arrondissement de Rochechouart
| Candidats      | Candidats      | Étiquette      | Premier tour | Premier tour | Deuxième tour | Deuxième tour |
| Candidats      | Candidats      | Étiquette      | Voix         | %            | Voix          | %             |
| -------------- | -------------- | -------------- | ------------ | ------------ | ------------- | ------------- |
|                | Léon Roche     | SFIO           | 5 349        | 42,02        | 8 644         | 71,11         |
|                | Lasvergnas     | PC-SFIC        | 3 907        | 30,69        | 71            | 0,58          |
|                | Tessier        | Rép. de gauche | 2 991        | 23,50        | 3 397         | 27,95         |
|                | Chaleix        | Divers         | 483          | 3,79         | 43            | 0,35          |
|                |                |                |              |              |               |               |
| Inscrits       | Inscrits       | Inscrits       | 15 417       | 100,00       | 15 418        | 100,00        |
| Votants        | Votants        | Votants        | 13 001       | 84,33        | 12 375        | 80,26         |
| Abstention     | Abstention     | Abstention     | 2 416        | 15,67        | 3 043         | 19,74         |
| Blancs et nuls | Blancs et nuls | Blancs et nuls | 271          | 2,08         | 220           | 1,78          |
| Exprimés       | Exprimés       | Exprimés       | 12 730       | 97,92        | 12 155        | 98,22         |

### Arrondissement de Saint-Yrieix
| Candidats      | Candidats         | Étiquette        | Premier tour | Premier tour |
| Candidats      | Candidats         | Étiquette        | Voix         | %            |
| -------------- | ----------------- | ---------------- | ------------ | ------------ |
|                | Gabriel Debrégéas | SFIO             | 6 502        | 54,19        |
|                | Basset            | Socialiste indé. | 2 847        | 23,73        |
|                | Laganne           | PRRRS            | 1 646        | 13,72        |
|                | Fâcherie          | PC-SFIC          | 510          | 4,25         |
|                | René              | URD              | 492          | 4,10         |
|                |                   | Divers           | 1            | 0,01         |
|                |                   |                  |              |              |
| Inscrits       | Inscrits          | Inscrits         | 14 544       | 100,00       |
| Votants        | Votants           | Votants          | 12 182       | 83,76        |
| Abstention     | Abstention        | Abstention       | 2 362        | 16,24        |
| Blancs et nuls | Blancs et nuls    | Blancs et nuls   | 184          | 1,51         |
| Exprimés       | Exprimés          | Exprimés         | 11 998       | 98,49        |